# ら♪ら♪ら♪わんだぁらんど
「ら♪ら♪ら♪わんだぁらんど」は、765PRO ALLSTARS featuring ぷちどるの楽曲。2012年11月28日にフロンティアワークスからWebアニメ『ぷちます! -プチ・アイドルマスター-』のテーマソングシングルとして発売された。

## 概要
アニメ『ぷちます! -プチ・アイドルマスター-』のテーマソングとしてアニメ放送に先駆ける形で発売されたが、アニメ本編ではあまり使われなかった。第50話で天海春香のソロで流され、第64話ではED曲として流された。
2013年1月9日より発売された「PETIT IDOLM@STER Twelve Seasons!」シリーズにはそれぞれのキャラクターがソロで歌っているものが収録されている。

## 収録曲
（全作詞・作曲・編曲：イイジマケン、編曲：村山シベリウス達彦）
1. ら♪ら♪ら♪わんだぁらんど [3:26]
2. ら♪ら♪ら♪わんだぁらんど（off vocal） [3:27]
3. ら♪ら♪ら♪わんだぁらんど（とろぴかる Remix） [3:34]

## 収録CD
| CD名                                                                       | 歌                         | 発売日        |
| -------------------------------------------------------------------------- | -------------------------- | ------------- |
| 『PETIT IDOLM@STER Twelve Seasons! Vol.1 四条貴音 & たかにゃ』             | 四条貴音（原由実）         | 2013年1月9日  |
| 『PETIT IDOLM@STER Twelve Seasons! Vol.2 如月千早 & ちひゃー』             | 如月千早（今井麻美）       | 2013年1月9日  |
| 『PETIT IDOLM@STER Twelve Seasons! Vol.3 高槻やよい & やよ』               | 高槻やよい（仁後真耶子）   | 2013年1月30日 |
| 『PETIT IDOLM@STER Twelve Seasons! Vol.4 天海春香 & はるかさん』           | 天海春香（中村繪里子）     | 2013年1月30日 |
| 『PETIT IDOLM@STER Twelve Seasons! Vol.5 双海亜美・真美 & こあみ・こまみ』 | 双海亜美・真美（下田麻美） | 2013年2月6日  |
| 『PETIT IDOLM@STER Twelve Seasons! Vol.6 秋月律子 & ちっちゃん』           | 秋月律子（若林直美）       | 2013年2月6日  |
| 『PETIT IDOLM@STER Twelve Seasons! Vol.7 三浦あずさ & みうらさん』         | 三浦あずさ（たかはし智秋） | 2013年2月27日 |
| 『PETIT IDOLM@STER Twelve Seasons! Vol.8 菊地真 & まこちー』               | 菊地真（平田宏美）         | 2013年2月27日 |
| 『PETIT IDOLM@STER Twelve Seasons! Vol.9 水瀬伊織 & いお』                 | 水瀬伊織（釘宮理恵）       | 2013年3月6日  |
| 『PETIT IDOLM@STER Twelve Seasons! Vol.10 我那覇響 & ちびき』              | 我那覇響（沼倉愛美）       | 2013年3月6日  |
| 『PETIT IDOLM@STER Twelve Seasons! Vol.11 星井美希 & あふぅ』              | 星井美希（長谷川明子）     | 2013年3月27日 |
| 『PETIT IDOLM@STER Twelve Seasons! Vol.12 萩原雪歩 & ゆきぽ』              | 萩原雪歩（浅倉杏美）       | 2013年3月27日 |
| 『ぷちます！ かんしゃさい ～すぺしゃるCD～』                               | 音無小鳥（滝田樹里）       | 2014年4月18日 |